# Острів Вовчий
«Острів Вовчий» — український радянський художній фільм-драма 1969 року режисера Миколи Ільїнського за однойменною повістю Захара Дічарова. Виробництво кіностудії імені Олександра Довженка.

## Сюжет
Повертаючись після виконання завдання, льотчик полярної авіації Тагілов рятує з крижини молоду жінку, лікаря Тетяну. На острові Вовчому її допомоги потребує дружина бакенника. Жінка вимагає, щоб льотчик переправив її на острів. При посадці вертоліт терпить аварію...

## У ролях
- Георгій Жжонов — Тагілов
- Тетяна Лаврова — Тетяна
- Антоніна Лефтій — Наталія
- Віктор Колпаков — Ніфонт
- Борислав Брондуков — Авдей
- В епізодах:  Олександр Гай, Юрій Дубровін, Н. Касурова, Олександр Пархоменко, А. Пашкін, Борис Савченко, Олег Фіалко, Валентин Черняк

## Творча група
- Автори сценарію: Захар Дічаров, Володимир Сосюра
- Режисер-постановник: Микола Ільїнський
- Оператор-постановник: Едуард Плучик
- Художник-постановник: Микола Рєзник
- Композитор: Леонід Грабовський
- Звукооператор: Ніна Авраменко
- Режисер: Леопольд Бескодарний
- Оператор: В. Пономарьов
- Декорації: В. Карпенко
- Художник по гриму: М. Блажевич
- Художник по костюмах: Л. Соколовська
- Режисер монтажу: С. Новікова
- Редактор: Володимир Чорний
- Комбіновані зйомки: оператор — Микола Іллюшин, художник — Валентин Корольов
- Державний симфонічний оркестр УРСР, диригент — Володимир Кожухар
- Директор картини: Тетяна Кульчицька